# سارة براينت
سارة براينت (بالإنجليزية: Sarah Bryant)‏ هي جندية بريطانية، ولدت في 17 ديسمبر 1981 في ليفربول في المملكة المتحدة، وتوفيت في 17 يونيو 2008 في ولاية هلمند في أفغانستان.